# Чемпионат мира по гандболу среди мужчин 1961
4-й чемпионат мира по гандболу среди мужчин проходил в ФРГ с 1 по 12 марта 1961 года. Игры проводились в Штутгарте, Битигхайм-Биссингене, Ульме, Западном Берлине, Вольфсбурге, Киле, Карлсруэ, Хаслохе, Фрайбург-им-Брайсгауе, Висбадене, Санкт-Ингберте, Эссене, Хомберге, Дортмунде, Крефельде и Мюнстере. В чемпионате участвовало 12 стран. Победу отпраздновала сборная Румынии.

## Предварительный раунд

### Группа A
| Дата    | Матч                 | Результат |
| ------- | -------------------- | --------- |
| 1 марта | Швеция — Норвегия    | 15-11     |
| 2 марта | Норвегия — Югославия | 18-17     |
| 3 марта | Швеция — Югославия   | 14-12     |

| Группа A  | И | ГЗ-ГП | О |
| --------- | - | ----- | - |
| Швеция    | 2 | 29-23 | 4 |
| Норвегия  | 2 | 29-32 | 2 |
| Югославия | 2 | 29-32 | 0 |

### Группа B
| Дата    | Матч                                         | Результат |
| ------- | -------------------------------------------- | --------- |
| 1 марта | Объединённая германская команда — Нидерланды | 33-7      |
| 2 марта | Франция — Нидерланды                         | 21-11     |
| 3 марта | Объединённая германская команда — Франция    | 21-7      |

| Группа B                        | И | ГЗ-ГП | О |
| ------------------------------- | - | ----- | - |
| Объединённая германская команда | 2 | 54-14 | 4 |
| Франция                         | 2 | 28-32 | 2 |
| Нидерланды                      | 2 | 18-54 | 0 |

### Группа C
| Дата    | Матч                   | Результат |
| ------- | ---------------------- | --------- |
| 1 марта | Чехословакия — Япония  | 38-10     |
| 2 марта | Румыния — Япония       | 29-11     |
| 3 марта | Чехословакия — Румыния | 12-8      |

| Группа C     | И | ГЗ-ГП | О |
| ------------ | - | ----- | - |
| Чехословакия | 2 | 50-18 | 4 |
| Румыния      | 2 | 37-23 | 2 |
| Япония       | 2 | 21-67 | 0 |

### Группа D
| Дата    | Матч                 | Результат |
| ------- | -------------------- | --------- |
| 1 марта | Дания — Исландия     | 24-13     |
| 2 марта | Исландия — Швейцария | 14-12     |
| 3 марта | Дания — Швейцария    | 18-13     |

| Группа D  | И | ГЗ-ГП | О |
| --------- | - | ----- | - |
| Дания     | 2 | 42-26 | 4 |
| Исландия  | 2 | 27-36 | 2 |
| Швейцария | 2 | 25-32 | 0 |

## Основной Раунд

### Группа 1
| Дата    | Матч                    | Результат |
| ------- | ----------------------- | --------- |
| 5 марта | Швеция — Франция        | 15-11     |
| 5 марта | Чехословакия — Исландия | 15-15     |
| 7 марта | Швеция — Исландия       | 18-10     |
| 7 марта | Чехословакия — Франция  | 25-6      |
| 9 марта | Чехословакия — Швеция   | 15-10     |
| 9 марта | Исландия — Франция      | 20-13     |

| Группа 1     | И | ГЗ-ГП | О |
| ------------ | - | ----- | - |
| Чехословакия | 3 | 55-31 | 5 |
| Швеция       | 3 | 43-36 | 4 |
| Исландия     | 3 | 45-46 | 3 |
| Франция      | 3 | 30-60 | 0 |

### Группа 2
| Дата    | Матч                                       | Результат |
| ------- | ------------------------------------------ | --------- |
| 5 марта | Объединённая германская команда — Норвегия | 15-8      |
| 5 марта | Румыния — Дания                            | 15-13     |
| 7 марта | Румыния — Объединённая германская команда  | 12-9      |
| 7 марта | Дания — Норвегия                           | 10-9      |
| 9 марта | Объединённая германская команда — Дания    | 15-13     |
| 9 марта | Румыния — Норвегия                         | 16-14     |

| Группа 2                        | И | ГЗ-ГП | О |
| ------------------------------- | - | ----- | - |
| Румыния                         | 3 | 43-36 | 6 |
| Объединённая германская команда | 3 | 39-33 | 4 |
| Дания                           | 3 | 36-39 | 2 |
| Норвегия                        | 3 | 31-41 | 0 |

## Финальные матчи
| Дата                                                             | Матч                                     | Результат |
| ---------------------------------------------------------------- | ---------------------------------------- | --------- |
| За 7 место                                                       |                                          |           |
| 12 марта                                                         | Франция — Норвегия                       | 12-13*    |
| За 5 место                                                       |                                          |           |
| 11 марта                                                         | Исландия — Дания                         | 13-14     |
| За 3 место                                                       |                                          |           |
| 11 марта                                                         | Швеция — Объединённая германская команда | 17-14     |
| Финал                                                            |                                          |           |
| 12 марта                                                         | Чехословакия — Румыния                   | 8-9**     |
| *после дополнительного времени **после 2 дополнительного времени |                                          |           |

## Итоговое положение команд
|    | Румыния                         |
|    | Чехословакия                    |
|    | Швеция                          |
| 4  | Объединённая германская команда |
| 5  | Дания                           |
| 6  | Исландия                        |
| 7  | Норвегия                        |
| 8  | Франция                         |
| 9  | Югославия                       |
| 10 | Швейцария                       |
| 11 | Нидерланды                      |
| 12 | Япония                          |

## Победитель
| Чемпионат мира по гандболу среди мужчин 1961 |
| Чемпион                                      |
| -------------------------------------------- |
| Румыния Первый титул                         |